# Кохальский, Матеуш
Матеуш Кохальский (пол. Mateusz Kochalski; род. 25 июля 2000, Свидник, Люблинское воеводство) — польский футболист, вратарь клуба «Карабах».

## Карьера

### «Легия»
Начинал заниматься футболом в футбольной академии БСК «Люблин». В 2015 году футболист перебрался в варшавскую «Легию», где продолжил выступать на юношеском уровне. В 2016 году футболист присоединился юношеской команде в возрастной категории до 19 лет, а под конец сезона также стал подтягиваться к играм со второй командой клуба. Новый сезон футболист начал также в юношеской команде, однако также стал резервным вратарём в молодёжной команде, за которую по итогу так и не дебютировал.

#### Аренда в «Легионовию Легионово»
В феврале 2018 года футболист на правах арендного соглашения присоединился к клубу «Легионовия Легионово» до конца сезона. Дебютировал за клуб 11 марта 2018 года в матче против клуба «Радомяк». Футболист сразу же стал основным вратарём клуба, однако по итогу сезона заняли последнее место в чемпионате, вылетев в Третью лигу. По окончании срока арендного соглашения футболист покинул клуб.

#### Аренда в «Радомяк»
В июле 2018 года футболист на правах арендного соглашения перешёл в «Радомяк» до конца сезона. Дебютировал за клуб 4 августа 2018 года в матче против клуба «Белхатув». На протяжении всего сезона футболист был преимущественно резервным вратарём. По итогу сезона футболист вместе с клубом стал чемпионом Второй лиги. В новом сезоне футболист продолжил выступать вместе с клубом на правах аренды, быстро закрепившись в роли основного вратаря. В феврале 2020 года был отозван назад в «Легию».

#### Возвращение в «Легию»
По возвращении из аренды футболист присоединился к молодёжной команде варшавского клуба, однако не провёл ни матча из-за приостановки чемпионата в связи с пандемией COVID-19. Летом 2020 года футболист продолжил готовиться к новому сезону со второй командой клуба. Дебютировал за клуб 9 августа 2020 года в матче против клуба «Радомско». Успел провести за команду всего лишь 2 матча.

#### Аренда в «Радомяк»
В августе 2020 года футболист вернулся в «Радомяк» на правах арендного соглашения до конца сезона. Первый матч за клуб сыграл 22 августа 2020 года в рамках Кубка Польши против клуба «Медзь». Первый матч в чемпионате сыграл 29 августа 2020 года против клуба «Видзев». Футболист сразу же стал основным вратарём клуба, проведя за сезон все матчи в клубе, вместе с которым по итогу стал чемпионом Первой лиги. Сам же футболист отличился 20 «сухими» матчами в 37 встречах во всех турнирах. По окончании срока арендного соглашения футболист покинул клуб.
Новый сезон футболист начинал в составе основной команды варшавского клуба. В июле 2021 года в вместе с «Легией» отправился на квалификационные матчи Лиги чемпионов УЕФА. Вместе с клубом дошёл до третьего квалификационного раунда, после чего, так и не дебютировав за основную команду, на правах арендного соглашения вернулся в «Радомяк». В клубе футболист также утратил свой статус основного вратаря, весь сезон проведя на скамейке запасных. Дебютный матч в польском чемпионате сыграл 22 апреля 2022 года против «Краковии». В июне 2022 года футболист по окончании срока аренды покинул клуб.

### «Сталь» Мелец
В июне 2022 года футболист перешёл в мелецкую «Сталь», с которой подписал трёхлетнее соглашение. Дебютировал за клуб 31 августа 2022 года в матче Кубка Польши против клуба ЛКС. Затем на протяжении всего сезона футболист оставался в клубе резервным вратарём, не сыграв ни одного матча. Новый сезон футболист начал с матча 22 июля 2023 года против «Краковии».

### «Карабах»
15 августа 2024 года Кохальский подписал контракт с азербайджанским клубом «Карабах» на три года с возможностью продления на ещё один год. Сумма трансфера составила 900 тысяч евро Трансфермаркт

## Международная карьера
В октябре 2015 года футболист получил вызов в юношескую сборную Польши до 16 лет. Дебютировал за сборную 28 октября 2015 года в матче против сборной Сербии. В августе 2016 года футболист получил вызов в юношескую сборную Польши до 17 лет. Дебютировал за сборную 1 сентября 2016 года в матче против сборной Латвии. В ноябре 2016 года вместе со сборной футболист принимал участие в квалификациях юношеского чемпионата Европы.
В феврале 2018 года футболист отправился в распоряжение юношеской сборной Польши до 18 лет. Дебютировал за сборную 11 февраля 2018 года в матче против сборной Румынии. В сентябре 2018 года футболист получил вызов в юношескую сборную Польши до 19 лет. Дебютировал за сборную 11 октября 2018 года в матче против сборной Северной Македонии. В ноябре 2018 года вместе со сборной футболист принимал участие в квалификациях юношеского чемпионата Европы.

## Достижения
«Радомяк»
- Победитель Второй лиги: 2018/19
- Победитель Первой лиги: 2020/21